# Cirò Marina
Cirò Marina est une commune italienne de la province de Crotone dans la région Calabre en Italie.

## Administration
| Période                                  | Période | Identité          | Étiquette | Qualité |
| ---------------------------------------- | ------- | ----------------- | --------- | ------- |
|                                          |         | Roberto Siciliani |           |         |
| Les données manquantes sont à compléter. |         |                   |           |         |

### Communes limitrophes
Cirò, Melissa